# Phenacoccus latipes
Phenacoccus latipes är en insektsart som beskrevs av Green 1923. Phenacoccus latipes ingår i släktet Phenacoccus och familjen ullsköldlöss. Inga underarter finns listade i Catalogue of Life.